# Songwriters Hall of Fame
De Songwriters Hall of Fame is een onderdeel van de National Academy of Popular Music. In 1969 werd SHOF opgericht door songwriter Johnny Mercer en uitgevers Abe Olman en Howie Richmond. Het doel is een museum te creëren, maar dit is nog niet gebeurd. 
Er was aanvankelijk alleen een online museum, totdat er een fysieke galerij werd geopend in The Grammy Museum in Los Angeles.
Er worden jaarlijks mensen aan de lijst toegevoegd. Verder worden aan veelbelovende songwriters beurzen gegeven. Ook worden de volgende prijzen uitgereikt:
- Hal David Starlight Award, voor jonge talenten
- Johnny Mercer Award, voor songwriter die al in de SHOF staan en meerdere uitstekende nummers hebben geschreven
- Sammy Cahn Lifetime Achievement Award, voor songwriters die in hun leven veel bereikt hebben
- Abe Olman Publisher Award, voor uitgevers die veel beroemde nummers hebben uitgegeven
- Towering Song/Towering Performance, voor het beste nummer of de beste uitvoering hiervan

## Leden
| Jaar | artiest                                      |
| ---- | -------------------------------------------- |
| 1989 | Adams, Lee                                   |
| 1972 | Adamson, Harold                              |
| 1984 | Adler, Richard                               |
| 1972 | Ager, Milton                                 |
| 1970 | Ahlert, Fred                                 |
| 1983 | Akst, Harry                                  |
| 1975 | Alter, Louis                                 |
| 1988 | Anderson, Leroy                              |
| 1993 | Anka, Paul                                   |
| 1971 | Arlen, Harold                                |
| 2002 | Ashford, Nickolas                            |
| 1996 | Aznavour, Charles                            |
| 1971 | Bacharach, Burt                              |
| 1970 | Ball, Ernest                                 |
| 1991 | Barry, Jeff                                  |
| 1998 | Barry, John                                  |
| 1998 | Bartholomew, Dave                            |
| 1970 | Bates, Katharine Lee                         |
| 2006 | Bell, Thom                                   |
| 1984 | Benjamin, Bennie                             |
| 1980 | Bergman, Alan                                |
| 1980 | Bergman, Marilyn                             |
| 1970 | Berlin, Irving                               |
| 1971 | Bernstein, Leonard                           |
| 1986 | Berry, Chuck                                 |
| 1970 | Billings, William                            |
| 2007 | Black, Don                                   |
| 1991 | Blackwell, Otis                              |
| 1970 | Bland, James                                 |
| 1983 | Blane, Ralph                                 |
| 1982 | Bloom, Rube                                  |
| 1971 | Bock, Jerry                                  |
| 1989 | Bricusse, Leslie                             |
| 1970 | Brockman, James                              |
| 2002 | Brooks, Garth                                |
| 2007 | Browne, Jackson                              |
| 2000 | Brown, James                                 |
| 1970 | Brown, Lew                                   |
| 1970 | Brown, Nacio Herb                            |
| 1970 | Bryan, Alfred                                |
| 1986 | Bryant, Boudleaux                            |
| 1986 | Bryant, Felice                               |
| 2007 | Burgie, Irving                               |
| 1970 | Burke, Joe                                   |
| 1970 | Burke, Johnny                                |
| 1972 | Caesar, Irving                               |
| 1972 | Cahn, Sammy                                  |
| 1977 | Cash, Johnny                                 |
| 1970 | Caldwell, Anne                               |
| 1971 | Carmichael, Hoagy                            |
| 2007 | Carey, Mariah                                |
| 1970 | Carroll, Harry                               |
| 1985 | Chaplin, Saul                                |
| 2001 | Clapton, Eric                                |
| 1970 | Clare, Sidney                                |
| 1970 | Cohan, George M.                             |
| 1981 | Coleman, Cy                                  |
| 2003 | Collins, Phil                                |
| 1980 | Comden, Betty                                |
| 1970 | Conrad, Con                                  |
| 1987 | Cooke, Sam                                   |
| 1972 | Coots, J. Fred                               |
| 2006 | Cosby, Henry                                 |
| 1970 | Coslow, Sam                                  |
| 1988 | Coward, Sir Noël                             |
| 1992 | Creed, Linda                                 |
| 1985 | Crewe, Bob                                   |
| 1990 | Croce, Jim                                   |
| 2005 | Cropper, Steve                               |
| 1970 | Danks, Hart P.                               |
| 1999 | Darin, Bobby                                 |
| 1972 | David, Hal                                   |
| 1975 | David, Mack                                  |
| 1975 | Davis, Benny                                 |
| 2006 | Davis, Marc                                  |
| 2006 | Davis, Mac                                   |
| 1970 | De Koven, Reginald                           |
| 1989 | DeLange, Eddie                               |
| 1996 | Denver, John                                 |
| 1985 | De Paul, Gene                                |
| 1970 | De Rose, Peter                               |
| 1970 | De Sylva, B.G. (Buddy)                       |
| 1984 | Diamond, Neil                                |
| 1972 | Dietz, Howard                                |
| 1970 | Dixon, Mort                                  |
| 1998 | Domino Jr., Antoine ("Fats")                 |
| 1970 | Donaldson, Walter                            |
| 1988 | Dozier, Lamont                               |
| 1983 | Drake, Ervin                                 |
| 1970 | Dresser, Paul                                |
| 1970 | Dreyer, Dave                                 |
| 1970 | Dubin, Al                                    |
| 1970 | Duke, Vernon                                 |
| 1982 | Dylan, Bob                                   |
| 1983 | Ebb, Fred                                    |
| 1970 | Edwards, Gus (The Star Maker)                |
| 1970 | Egan, Raymond B.                             |
| 1975 | Eliscu, Edward                               |
| 1971 | Ellington, Duke                              |
| 1970 | Emmett, Daniel Decatur                       |
| 1977 | Evans, Ray                                   |
| 1972 | Fain, Sammy                                  |
| 1971 | Fields, Dorothy                              |
| 1970 | Fiorito, Ted                                 |
| 1970 | Fisher, Fred                                 |
| 2005 | Fogerty, John                                |
| 1970 | Foster, Stephen                              |
| 2004 | Fox, Charles                                 |
| 1972 | Freed, Arthur                                |
| 2000 | Frey, Glenn                                  |
| 1971 | Friml, Rudolf                                |
| 1995 | Gamble, Kenneth                              |
| 1995 | Gaudio, Bob                                  |
| 1970 | Gershwin, George                             |
| 1971 | Gershwin, Ira                                |
| 1994 | Gibb, Barry                                  |
| 1994 | Gibb, Maurice                                |
| 1994 | Gibb, Robin                                  |
| 1970 | Gilbert, L. Wolfe                            |
| 1972 | Gillespie, Haven                             |
| 1970 | Gilmore, Patrick S.                          |
| 1984 | Gimbel, Norman                               |
| 1987 | Goffin, Gerry                                |
| 1970 | Gordon, Mack                                 |
| 1980 | Green, Adolph                                |
| 2004 | Green, Al                                    |
| 1975 | Green, Bud                                   |
| 1972 | Green, John                                  |
| 1991 | Greenfield, Howard                           |
| 1991 | Greenwich, Ellie                             |
| 1970 | Grofe, Ferde                                 |
| 1970 | Guthrie, Woody                               |
| 2004 | Hall, Daryl                                  |
| 1986 | Hamlisch, Marvin                             |
| 1970 | Hammerstein II, Oscar                        |
| 1975 | Handman, Lou                                 |
| 1970 | Handy, W.C., (Father of the Blues)           |
| 1970 | Hanley, James F.                             |
| 1970 | Harbach, Otto                                |
| 1971 | Harburg, E.Y. ("Yip")                        |
| 1971 | Harnick, Sheldon                             |
| 1970 | Harris, Charles K.                           |
| 1970 | Hart, Lorenz (Larry)                         |
| 2005 | Hayes, Isaac                                 |
| 1970 | Henderson, Ray                               |
| 2000 | Henley, Don                                  |
| 1970 | Herbert, Victor                              |
| 1982 | Herman, Jerry                                |
| 1975 | Heyman, Edward                               |
| 1983 | Hilliard, Bob                                |
| 1984 | Hoffman, Al                                  |
| 1988 | Holland, Brian                               |
| 1988 | Holland, Edward                              |
| 1986 | Holly, Buddy                                 |
| 1997 | Howard, Harlan                               |
| 1995 | Huff, Leon                                   |
| 2002 | Jackson, Michael                             |
| 1970 | Jacobs Bond, Carrie                          |
| 1993 | Jagger, Sir Mick                             |
| 1982 | Jenkins, Gordon                              |
| 2006 | Jennings, Will                               |
| 1991 | Jobim, Antonio Carlos                        |
| 1992 | Joel, Billy                                  |
| 1992 | John, Sir Elton                              |
| 1970 | Johnson, Howard                              |
| 1970 | Howard Johnson (saxofonist)Johnson, James P. |
| 1970 | Johnson, James W.                            |
| 1970 | Johnston, Arthur                             |
| 1970 | Jones, Isham                                 |
| 1970 | Joplin, Scott                                |
| 1993 | Kaempfert, Bert                              |
| 1970 | Kahal, Irving                                |
| 1970 | Kahn, Gus                                    |
| 1970 | Kalmar, Bert                                 |
| 1983 | Kander, John                                 |
| 1997 | Kennedy, Jimmy                               |
| 1970 | Kern, Jerome                                 |
| 1970 | Key, Francis Scott                           |
| 1987 | King, Carole                                 |
| 1972 | Koehler, Ted                                 |
| 1986 | Kristofferson, Kris                          |
| 1972 | Lane, Burton                                 |
| 1975 | Lawrence, Jack                               |
| 1997 | Lecuona, Ernesto                             |
| 1970 | Ledbetter, Huddie                            |
| 1999 | Lee, Peggy                                   |
| 1990 | Legrand, Michel                              |
| 1985 | Leiber, Jerry                                |
| 1985 | Leigh, Carolyn                               |
| 1987 | Lennon, John                                 |
| 1971 | Lerner, Alan Jay                             |
| 1972 | Leslie, Edgar                                |
| 1970 | Lewis, Sam                                   |
| 2003 | Little Richard                               |
| 1977 | Livingston, Jay                              |
| 1981 | Livingston, Jerry                            |
| 1970 | Loesser, Frank                               |
| 1972 | Loewe, Frederick                             |
| 1970 | MacDonald, Ballard                           |
| 1970 | Madden, Edward                               |
| 1980 | Magidson, Herb                               |
| 1984 | Mancini, Henry                               |
| 2002 | Manilow, Barry                               |
| 1987 | Mann, Barry                                  |
| 1981 | Marks, Johnny                                |
| 1983 | Martin, Hugh                                 |
| 2007 | Masser, Michael                              |
| 2000 | Mayfield, Curtis                             |
| 1970 | McCarthy, Joseph                             |
| 1987 | McCartney, Sir Paul                          |
| 1970 | McHugh, Jimmy                                |
| 2004 | McLean, Don                                  |
| 1971 | Mercer, Johnny                               |
| 1987 | Merrill, Bob                                 |
| 1970 | Meyer, George W.                             |
| 1972 | Meyer, Joseph                                |
| 1997 | Mitchell, Joni                               |
| 1970 | Monaco, Jimmy                                |
| 1970 | Moret, Neil                                  |
| 2003 | Morrison, Van                                |
| 1970 | Morse, Theodore                              |
| 2006 | Moy, Sylvia                                  |
| 1970 | Muir, Lewis F.                               |
| 2001 | Nelson, Willie                               |
| 1970 | Nevin, Ethelbert                             |
| 1989 | Newley, Anthony                              |
| 2002 | Newman, Randy                                |
| 1996 | Noble, Ray                                   |
| 1970 | Norworth, Jack                               |
| 2004 | Oates, John                                  |
| 1970 | Olcott, Chauncey                             |
| 1989 | Orbison, Roy                                 |
| 1972 | Parish, Mitchell                             |
| 2001 | Parton, Dolly                                |
| 1970 | Payne, John Howard                           |
| 1970 | Pierpont, J.S.                               |
| 1984 | Pinkard, Maceo                               |
| 2008 | Pisavadia, Andrew                            |
| 1970 | Pollack, Lew                                 |
| 1992 | Pomus, Doc (Jerome Felder)                   |
| 1970 | Porter, Cole                                 |
| 2005 | Porter, David                                |
| 2003 | Queen                                        |
| 1970 | Rainger, Ralph                               |
| 2007 | Randazzo, Teddy                              |
| 1985 | Raye, Don                                    |
| 1972 | Razaf, Andy                                  |
| 1994 | Redding, Otis                                |
| 1993 | Rehbein, Herb                                |
| 1970 | Revel, Harry                                 |
| 1970 | Rexford, Eben E.                             |
| 1999 | Rice, Sir Tim                                |
| 1993 | Richards, Keith                              |
| 1994 | Richie, Lionel                               |
| 1972 | Robin, Leo                                   |
| 1990 | Robinson, Smokey                             |
| 1970 | Rodgers, Jimmie                              |
| 1970 | Rodgers, Richard                             |
| 1970 | Romberg, Sigmund                             |
| 1982 | Rome, Harold                                 |
| 1970 | Root, George F.                              |
| 1970 | Rose, Billy                                  |
| 1985 | Rose, Fred                                   |
| 1970 | Rose, Vincent                                |
| 1982 | Ross, Jerry                                  |
| 1970 | Ruby, Harry                                  |
| 1970 | Russell, Bob                                 |
| 2008 | Rzeznik, John                                |
| 1987 | Sager, Carole Bayer                          |
| 1972 | Schwartz, Arthur                             |
| 1970 | Schwartz, Jean                               |
| 1983 | Sedaka, Neil                                 |
| 1972 | Seeger, Pete                                 |
| 2005 | Sherman, Richard M.                          |
| 2005 | Sherman, Robert B.                           |
| 1992 | Shuman, Mort                                 |
| 1972 | Sigman, Carl                                 |
| 1994 | Simon, Carly                                 |
| 1982 | Simon, Paul                                  |
| 2002 | Simpson, Valerie                             |
| 1970 | Smith, Harry B.                              |
| 1970 | Smith, Samuel Francis                        |
| 2008 | Snider, Todd                                 |
| 1970 | Snyder, Ted                                  |
| 1975 | Sondheim, Stephen                            |
| 1970 | Sousa, John Phillip                          |
| 2008 | Spackman, Richard J.                         |
| 1997 | Spector, Phil                                |
| 1999 | Springsteen, Bruce                           |
| 1995 | Steiner, Max                                 |
| 1970 | Sterling, Andrew B.                          |
| 1982 | Stillman, Al                                 |
| 2002 | Sting                                        |
| 1998 | Stock, Larry                                 |
| 1985 | Stoller, Mike                                |
| 1984 | Strayhorn, Billy                             |
| 2004 | Strong, Barrett                              |
| 1985 | Strouse, Charles                             |
| 1972 | Styne, Jule                                  |
| 1970 | Tierney, Harry A.                            |
| 1992 | Taupin, Bernie                               |
| 2000 | Taylor, James                                |
| 2004 | Thomas, Rob                                  |
| 1970 | Tobias, Charles                              |
| 1983 | Tobias, Harry                                |
| 1970 | Turk, Roy                                    |
| 1970 | Van Alstyne, Egbert                          |
| 1971 | Van Heusen, Jimmy                            |
| 1970 | Von Tilzer, Albert                           |
| 1970 | Von Tilzer, Harry                            |
| 1970 | Waller, Thomas ("Fats")                      |
| 1970 | Ward, Samuel A.                              |
| 2001 | Warren, Diane                                |
| 1971 | Warren, Harry                                |
| 1972 | Washington, Ned                              |
| 1972 | Wayne, Mabel                                 |
| 1986 | Webb, Jimmy                                  |
| 1995 | Webber, Andrew Lloyd                         |
| 1972 | Webster, Paul Francis                        |
| 1987 | Weil, Cynthia                                |
| 2006 | Weil, Michael                                |
| 1970 | Weill, Kurt                                  |
| 2007 | Weinstein, Bobby                             |
| 1984 | Weiss, George David                          |
| 1970 | Wenrich, Percy                               |
| 2004 | Whitfield, Norman                            |
| 1970 | Whiting, Richard                             |
| 1983 | Wilder, Alec                                 |
| 1970 | Williams, Clarence                           |
| 1970 | Williams, Hank                               |
| 1998 | Williams, John                               |
| 2001 | Williams, Paul                               |
| 1970 | Williams, Spencer                            |
| 1982 | Willson, Meredith                            |
| 2002 | Wilson, Brian                                |
| 1970 | Winner, Septimus (Sep)                       |
| 2005 | Withers, Bill                                |
| 1983 | Wonder, Stevie                               |
| 1970 | Woods, Harry M.                              |
| 1970 | Work, Henry C.                               |
| 1970 | Wrubel, Allie                                |
| 1972 | Yellen, Jack                                 |
| 1970 | Youmans, Vincent                             |
| 1970 | Young, Joe                                   |
| 1970 | Young, Rida Johnson                          |
| 1970 | Young, Victor                                |